# Paweł Nowak (generał)
Paweł Franciszek Jan Nowak (ur. 21 kwietnia 1951 w Szczecinie) – generał brygady Wojska Polskiego, magister inżynier.

## Życiorys
Ukończył Liceum Ogólnokształcące im. Jana Zamoyskiego w Lublinie w 1969 r. Absolwent Wydziału Mechanicznego Wojskowej Akademii Technicznej z 1974. Absolwent studiów podyplomowych w kraju i zagranicą. Pełnił służbę w służbach technicznych i logistycznych Wojska Polskiego. Autor ponad 100 publikacji dotyczących reformy sił zbrojnych, polityki obronnej, techniki wojskowej i logistyki wojskowej. Publikował m.in. w „Rzeczpospolitej”, „Polityce”, „Gazecie Wyborczej”, „Nowej Europie”, „Polsce Zbrojnej”, „Nowej Technice Wojskowej”, „Raporcie – Wojsko Technika Obronność”, „Wojskowym Przeglądzie Technicznym”. Zreformował m.in. system obsługiwań sezonowych techniki wojskowej w WP, opracowując nowy system obsługiwań rocznych, który został wdrożony w SZ RP w 1994 r., przynosząc SZ RP ogromne korzyści. Członek zespołu ministra Onyszkiewicza, zajmującego się reformą i stworzeniem cywilnego MON. Współtworzył pion Polityki Obronnej w MON.
W Wojsku Polskim zajmował kolejno stanowiska: inżyniera elektryka, następnie pomocnika szefa służby czołgowo-samochodowej w 49 Pułku Zmechanizowanym w Wałczu, starszego pomocnika szefa służby czołgowo-samochodowej 20 Warszawskiej Dywizji Pancernej w Szczecinku (od 1977), zastępcy ds. technicznych dowódcy 68 Pułku Czołgów Średnich w Budowie, starszego oficera, starszego specjalisty i szefa Oddziału Normowania, Eksploatacji i Remontów w Sztabie Służb Technicznych Głównego Inspektora Techniki WP (od 1982).
W 1988 roku został skierowany na studia podyplomowe w Akademii Wojsk Pancernych w Moskwie. Po powrocie do kraju objął poprzednio zajmowane stanowisko służbowe. W 1993 roku został szefem Oddziału Administracyjnego w pionie wiceministra obrony narodowej do spraw polityki obronnej, a w następnym roku głównym specjalistą w kierownictwie Inspektoratu Logistyki Sztabu Generalnego WP. W 1996 roku został wyznaczony na stanowisko zastępcy szefa Zarządu XV Technicznego SG WP. W 2000 roku objął stanowisko radcy Ministra Obrony Narodowej. W 2001 roku został powołany na stanowisko dyrektora Departamentu Zaopatrywania Sił Zbrojnych MON. 15 sierpnia 2003 roku prezydent RP Aleksander Kwaśniewski wręczył mu nominację na generała brygady.
Przewodniczył komisjom przetargowym MON, zajmującym się wyborem kołowego transportera opancerzonego (kto) oraz przeciwpancernego pocisku kierowanego (ppk) dla SZ RP. W wyniku ich prac wojsko otrzymało KTO Rosomak oraz ppk Spike.
Po zakończeniu kadencji na stanowisku dyrektora Departamentu Zaopatrywania Sił Zbrojnych, po 35 latach służby wojskowej, na własną prośbę, został przeniesiony do rezerwy w 2004 roku.

## Ordery i odznaczenia
- Krzyż Oficerski Orderu Odrodzenia Polski (2004)[2]
- Krzyż Kawalerski Orderu Odrodzenia Polski
- Złoty Krzyż Zasługi
- Srebrny Krzyż Zasługi